# 藤井建悟
藤井 建悟（ふじい けんご、2002年11月21日 - ）は、千葉県市川市出身のプロサッカー選手。Jリーグ・アスルクラロ沼津所属。ポジションはミッドフィールダー。

## 来歴
千葉県市川市出身。6歳上の兄の影響でサッカーを始め、小・中学時代は松戸市のまつひだいSC、FCクラッキス松戸に所属した。高校は八千代松陰高等学校に進学した。その後東京農業大学に進学し、大学4年時には主将に就任。関東大学サッカーリーグ3部でアシスト王に輝き、ベストイレブンも受賞。関東2部昇格に貢献した。
2024年12月7日、アスルクラロ沼津に加入することが発表された。2025年2月16日、J3リーグ開幕戦のガイナーレ鳥取戦で先発出場。Jリーグデビューを飾り、Jリーグ初得点も記録した。

## 所属クラブ
- まつひだいSC
- FCクラッキス松戸
- 八千代松陰高等学校
- 東京農業大学農友会サッカー部
- 2025年 -  アスルクラロ沼津

## 個人成績
| 国内大会個人成績 | 国内大会個人成績 | 国内大会個人成績 | 国内大会個人成績 | 国内大会個人成績             | 国内大会個人成績 | 国内大会個人成績 | 国内大会個人成績 | 国内大会個人成績 | 国内大会個人成績 | 国内大会個人成績 | 国内大会個人成績 |
| 年度             | クラブ           | 背番号           | リーグ           | リーグ戦                     | リーグ戦         | リーグ杯         | リーグ杯         | オープン杯       | オープン杯       | 期間通算         | 期間通算         |
| 年度             | クラブ           | 背番号           | リーグ           | 出場                         | 得点             | 出場             | 得点             | 出場             | 得点             | 出場             | 得点             |
| 日本             | 日本             | 日本             | 日本             | リーグ戦                     | リーグ戦         | リーグ杯         | リーグ杯         | 天皇杯           | 天皇杯           | 期間通算         | 期間通算         |
| ---------------- | ---------------- | ---------------- | ---------------- | ---------------------------- | ---------------- | ---------------- | ---------------- | ---------------- | ---------------- | ---------------- | ---------------- |
| 2025             | 沼津             | 17               | J3               |                              |                  |                  |                  |                  |                  |                  |                  |
| 通算             | 日本             | 日本             | J3               | \|\|\|\|\|\|\|\|\|\|\|\|\|\| |                  |                  |                  |                  |                  |                  |                  |
| 総通算           | 総通算           | 総通算           | 総通算           | 0                            | 0                | 0                | 0                | 0                | 0                | 0                | 0                |

出場歴
- Jリーグ初出場 - 2025年2月16日 J3リーグ第1節 ガイナーレ鳥取戦 (愛鷹広域公園多目的競技場)
- Jリーグ初得点 - 2025年2月16日 J3リーグ第1節 ガイナーレ鳥取戦 (愛鷹広域公園多目的競技場)